# Лев VI
Лев VI (лат. Leo; ? — грудень 928, Рим, Папська держава) — сто двадцять третій папа Римський (травень 928 — грудень 928), римлянин, син приміцерія Христофора.
Перед вибранням на понтифікат був кардинал-єпископ церкви Санта Сусана. Надав право вибору митрополита церквам у Спліті (Далмація) та Хорватії.